# Lac de Burano
Le lac de Burano (en italien : Lago di Burano) est une lagune côtière d'eau saumâtre située dans la commune de Capalbio dans la province de Grosseto en Toscane. Il couvre environ 236 hectares et a une profondeur moyenne d'un mètre. Il est séparé de la mer Tyrrhénienne par une étroite bande de dunes, qui constitue l'un des tronçons côtiers les mieux conservés de la région d'un point de vue naturaliste.
Il est situé dans le village de Capalbio Scalo, à environ 10 km du centre municipal de Capalbio.

## Zone protégée

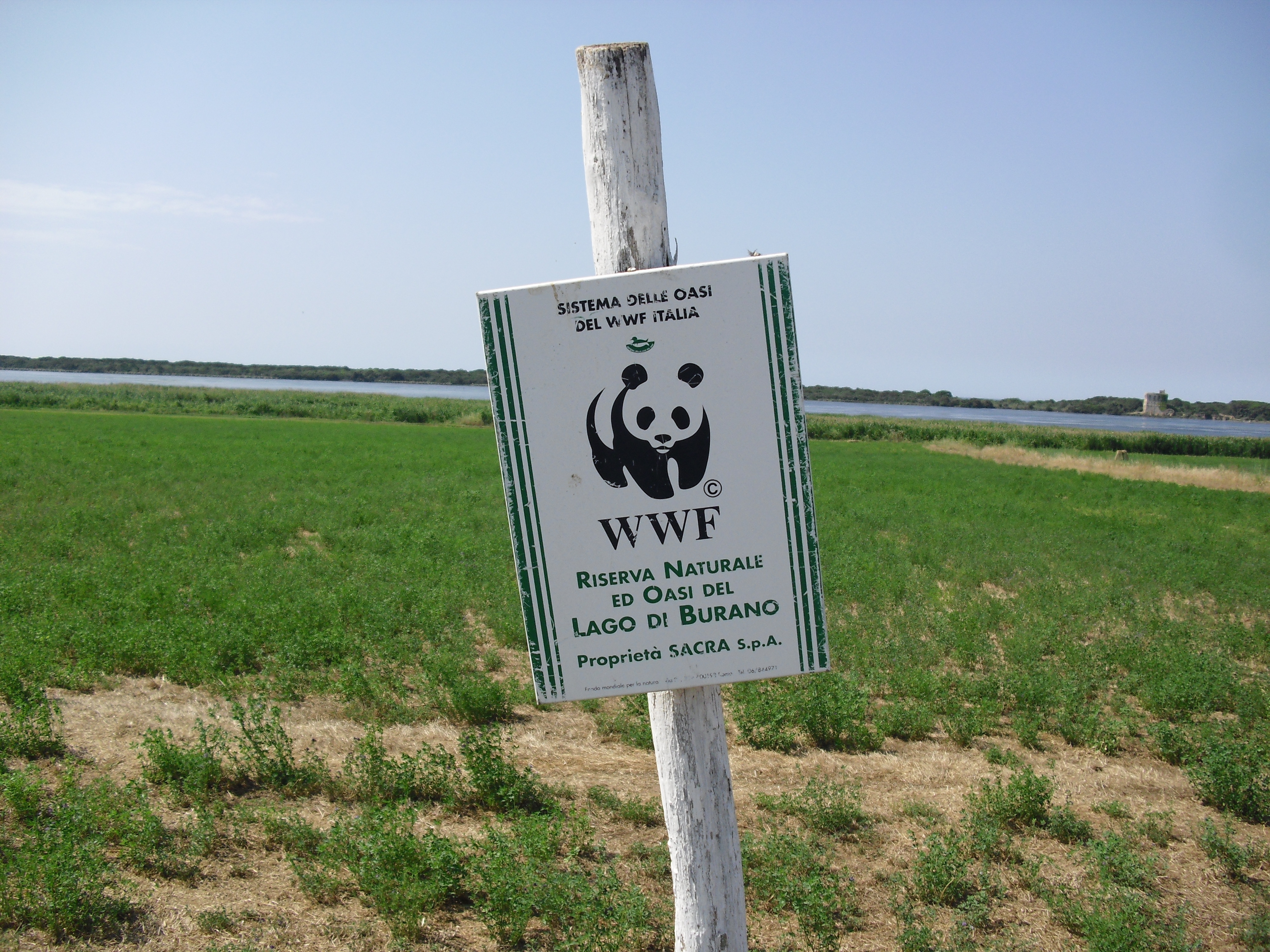
Panneau de l'Oasis du WWF.

Le lac et ses environs sont inclus dans la réserve naturelle du lac de Burano, une réserve d'État créée en 1980 et confiée au WWF qui y a établi l'Oasis du lac de Burano.

## Lieu d'intérêt
Appartenant à un particulier, la tour ne se visite pas.

## Galerie

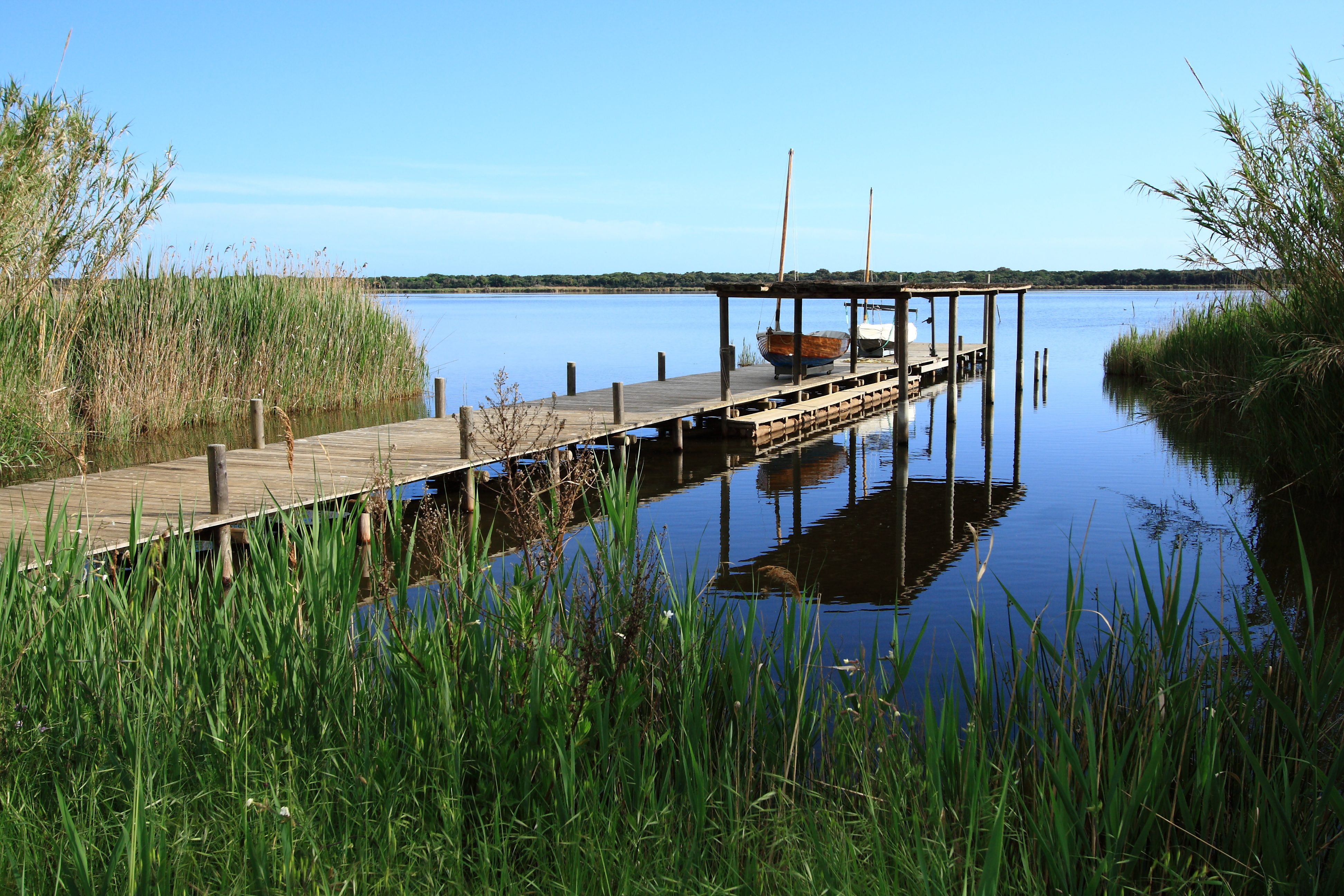
Ponton.
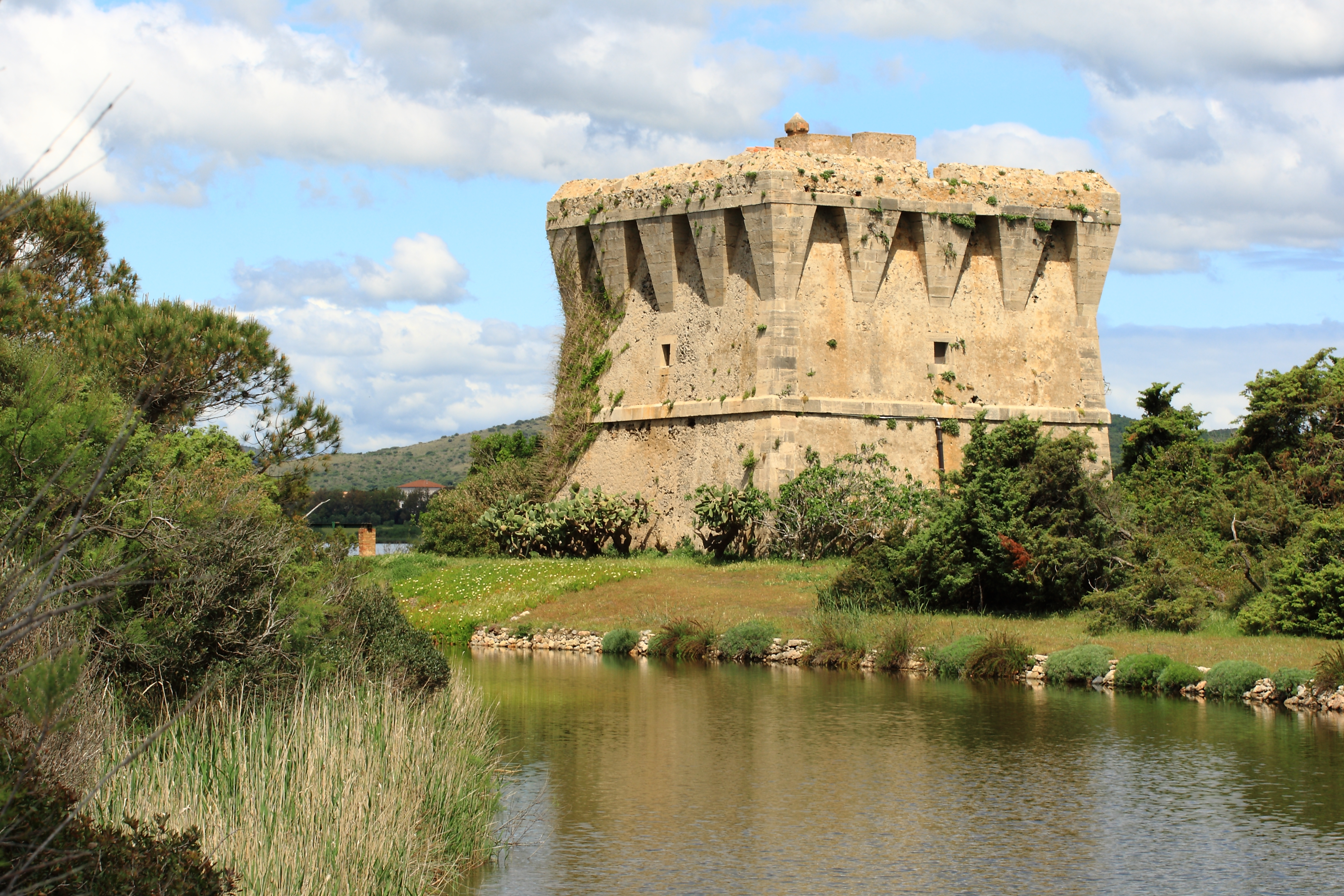
Tour de Buranaccio.